# Quartiere Araceli
Anticamente chiamato Borgo di San Vito, poi dal XV secolo Borgo di Santa Lucia e infine, in età contemporanea, anche Quartiere Araceli, è un quartiere di Vicenza, situato a nord-est del centro storico cittadino, delimitato a nord da viale Cricoli, a est dalla circonvallazione esterna (via Ragazzi del ‘99 e viale Quadri), a sud da via Riello, a ovest dalla circonvallazione interna (via Legione Gallieno, via Ceccarini e viale Rodolfi) e dal fiume Astichello.
Viene correntemente chiamato Araceli dal nome della parrocchia di riferimento e ha assunto una propria fisionomia solo di recente, a partire dal secondo dopoguerra. Anche se sotto l'aspetto urbanistico è unitario, dal punto di vista sociale esso fatica ad assumere un'identità precisa, mancando di un vero centro su cui la popolazione possa convergere.
Storicamente il quartiere nasce da due piccoli borghi distinti ma vicini, appena fuori le mura scaligere – Borgo Santa Lucia e Borgo Scroffa – e dalle loro estensioni di terreni coltivati che nel corso degli ultimi secoli sono state riqualificate sotto l'aspetto urbanistico.

## Storia

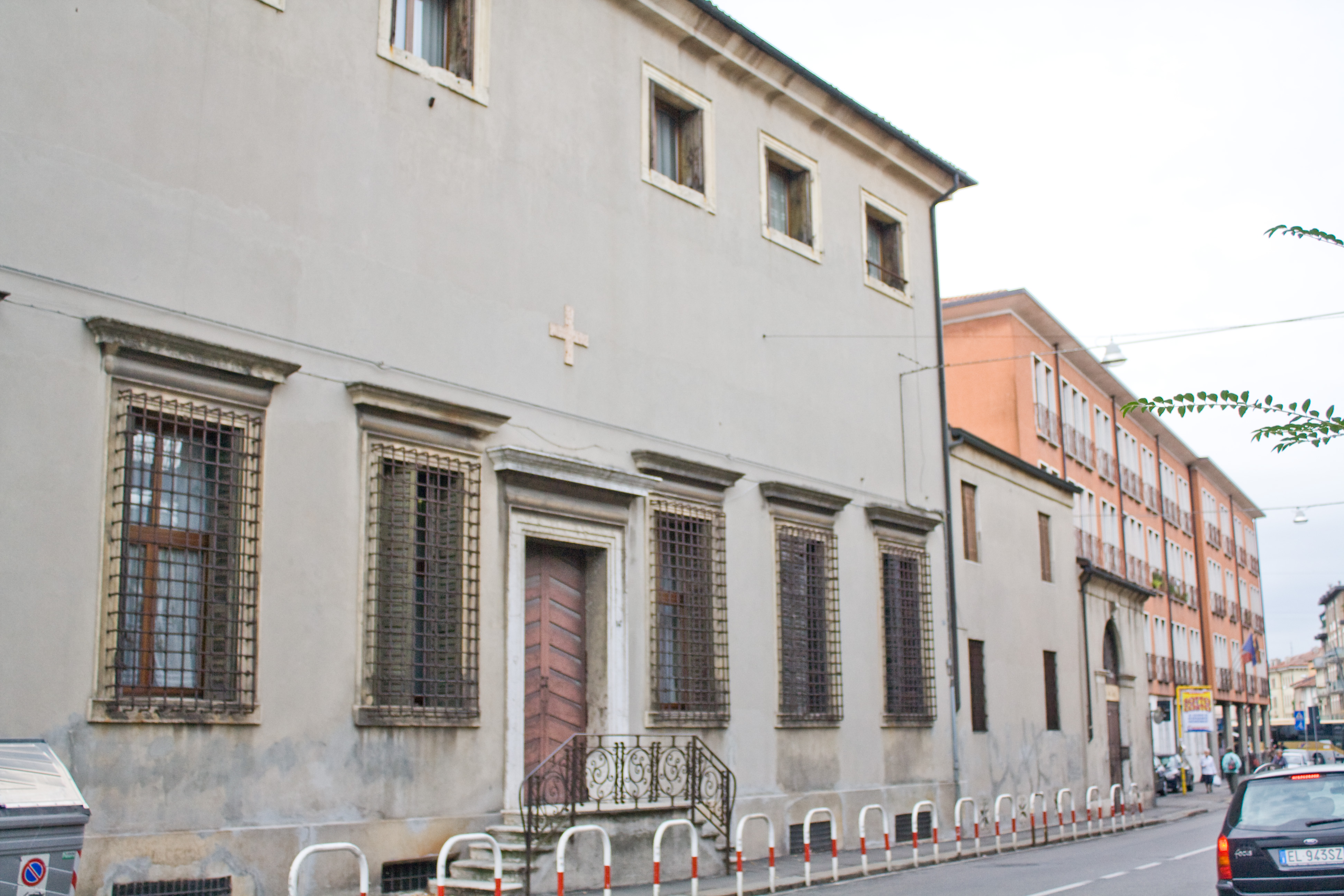
Ciò che resta della Villa Scroffa e, a destra, il Provveditorato agli Studi

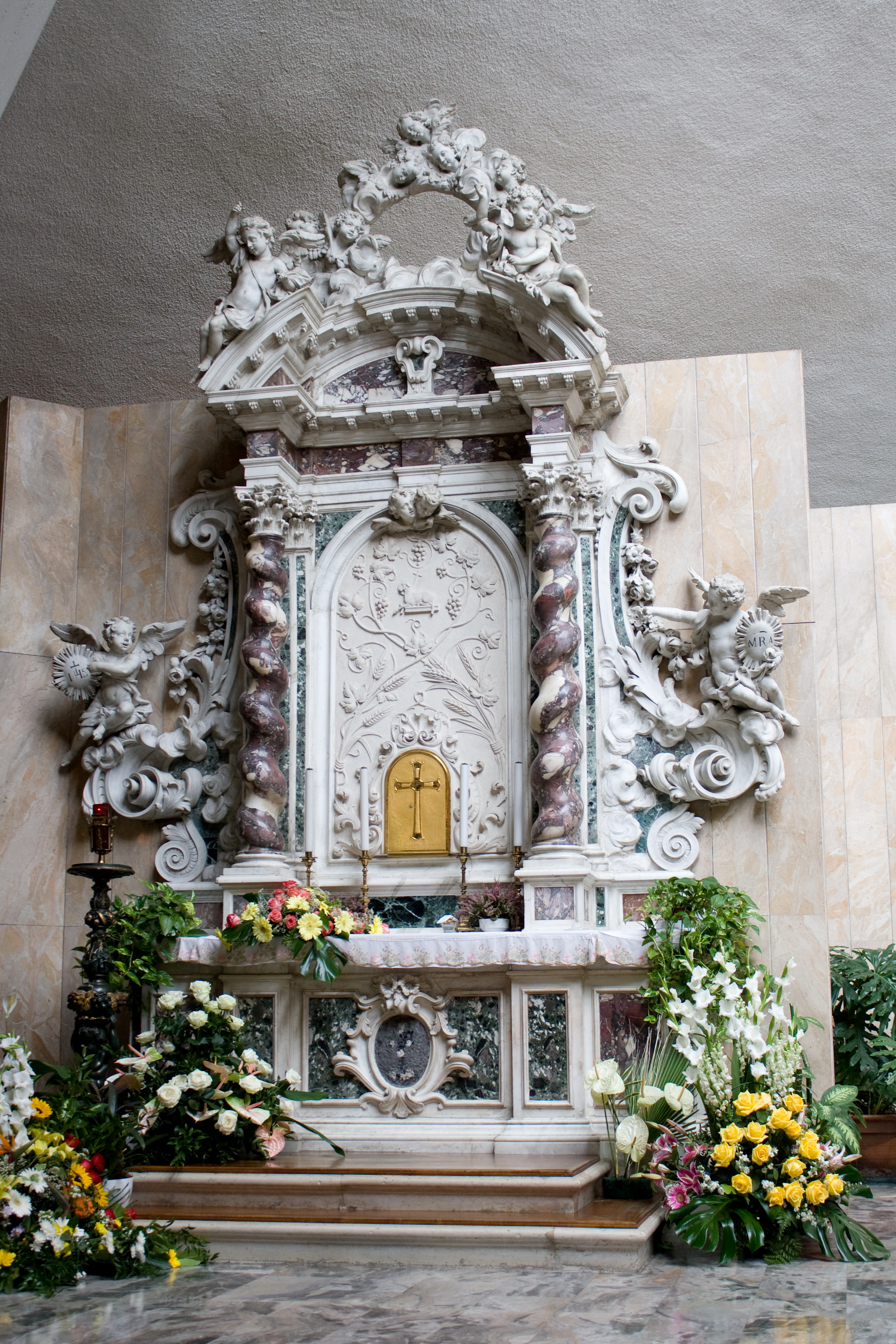
Altare dell'ex cappella di Villa Scroffa, ora posto nella chiesa di Cristo Re.

### Epoca medioevale
Già nell'Alto Medioevo esistevano in questa zona la chiesa e il monastero benedettino di San Vito – probabilmente sorti già in periodo carolingio – dipendenti dall'abbazia dei Santi Felice e Fortunato.  Nel 940 Ugo di Provenza, re d'Italia, li donò al vescovo di Vicenza. È probabile che i monaci avessero bonificato il terreno circostante, paludoso e soggetto alle piene dell'Astico prima e dell'Astichello poi, un'area ancor oggi bassa e con una falda acquifera molto superficiale. Chiesa e convento erano ubicati presso il fiume, nel luogo in cui oggi vi è il Cimitero acattolico.
Essendo collocata al di fuori delle mura altomedievali cittadine, la chiesa aveva il fonte battesimale – a differenza delle chiese situate entro le mura, che dovevano battezzare in cattedrale - e la cura d'anime su un ampio territorio, esteso fino alla pieve di Santa Maria in Bolzano Vicentino.
Agli inizi del Duecento però chiesa e monastero erano già stati abbandonati dai benedettini, tanto che vennero concessi dai canonici della cattedrale - che nel frattempo ne erano divenuti titolari - allo Studio universitario che si formò nel 1204 a Vicenza. Gli studenti ricostruirono la chiesa. Nel 1209 però lo Studio se ne andò dalla città e chiesa e convento furono concessi ai monaci Camaldolesi.

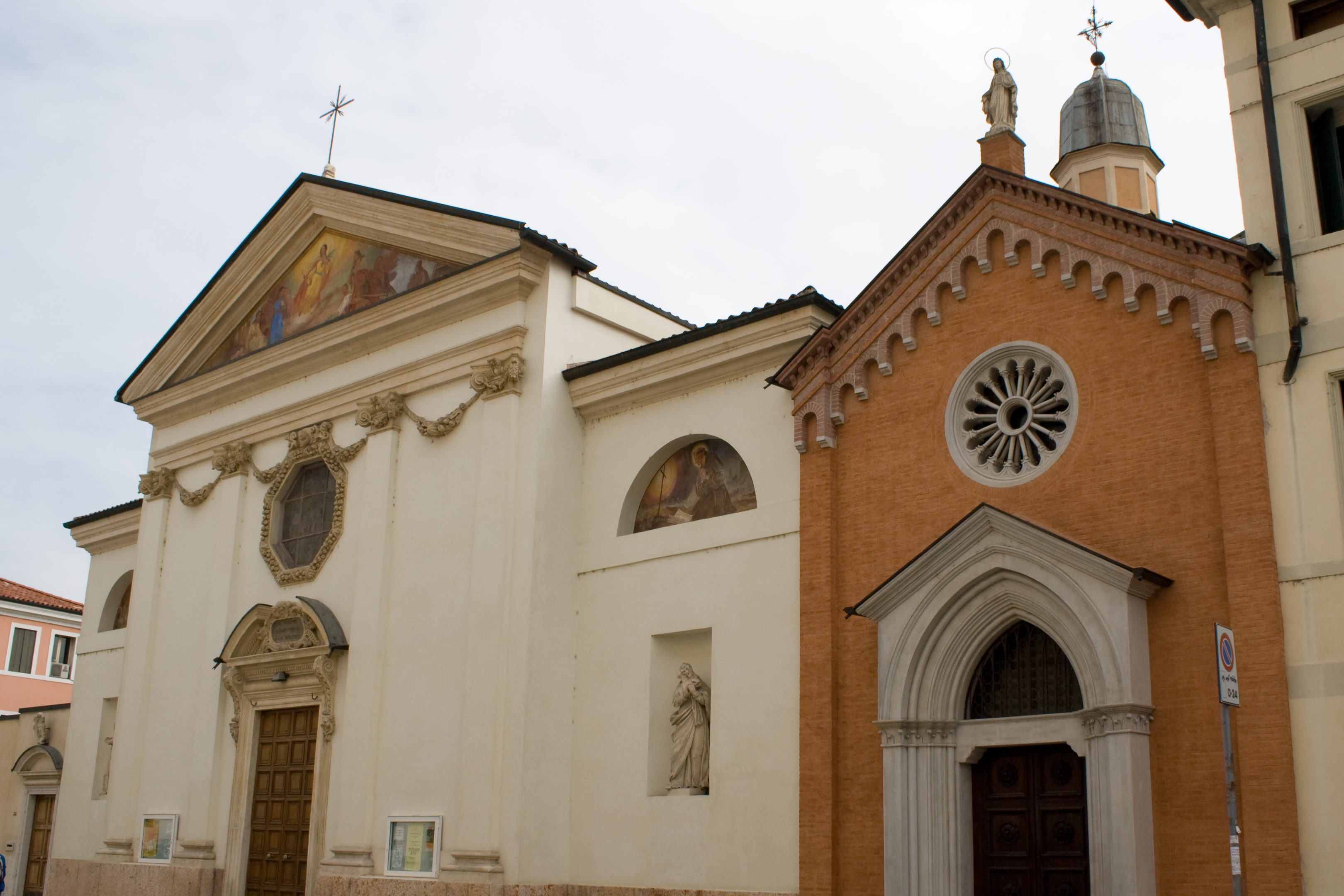
Chiesa di Santa Lucia e, sulla destra, Cappella della Madonna di Lourdes

Sembra che nel 1278 i monaci abbiano rinvenuto un crocefisso ligneo, proveniente dalla chiesa di Settecà di Forni di Valdastico, che era stato trasportato fin nei pressi di Vicenza dalla piena del fiume Astico. Nonostante le recriminazioni degli abitanti di Forni, i Camaldolesi se lo tennero ed esso seguì sempre la sede parrocchiale, per cui fu spostato successivamente nelle chiese di Santa Lucia, di Araceli e infine nella chiesa di Cristo Re.
Un altro monastero e un'altra piccola chiesa – oggi chiamata Santa Maria in Araceli - erano presenti sul territorio a poca distanza da San Vito. Nel 1241 viene citata la chiesetta di Sancta Maria ad cellam – cioè al monastero, termine che poi fu corrotto in alla cella, poi in Arcella e infine in Araceli.
Chiesetta e monastero furono acquisiti nel 1244 dalle monache Eremite di San Damiano per erigere sul terreno ad essa adiacente un loro monastero, che nel 1277 fu ceduto a sua volta alle monache clarisse di San Francesco, dette Celestine, che lo ingrandirono.
Con il passare del tempo la chiesa di San Vito divenne sempre meno agibile e così nel 1314 i monaci acquistarono un edificio e costruirono un oratorio dedicato a Santa Lucia.
Nel 1370 a Vicenza, per iniziativa di Cansignorio della Scala, per rinforzare le difese costituite dagli spalti e dal fossato già esistenti, furono costruite le mura che racchiusero i cinque borghi della città che si trovavano a oriente del Ponte degli Angeli.
L'erezione delle mura inglobò nella città la parte più popolosa e benestante dei borghi. Fu così tagliato fuori dal tessuto urbano e relegato ad un ruolo marginale e rurale il territorio dell'attuale quartiere - un territorio che fino alla prima metà del Novecento fu scarsamente abitato - che non era altro se non il prolungamento verso nord-est dei borghi di Lisiera e di San Vito, lungo la strada Postumia e verso il fiume Astichello. Da allora esso fu chiamato Borgo di Santa Lucia.

### Epoca moderna

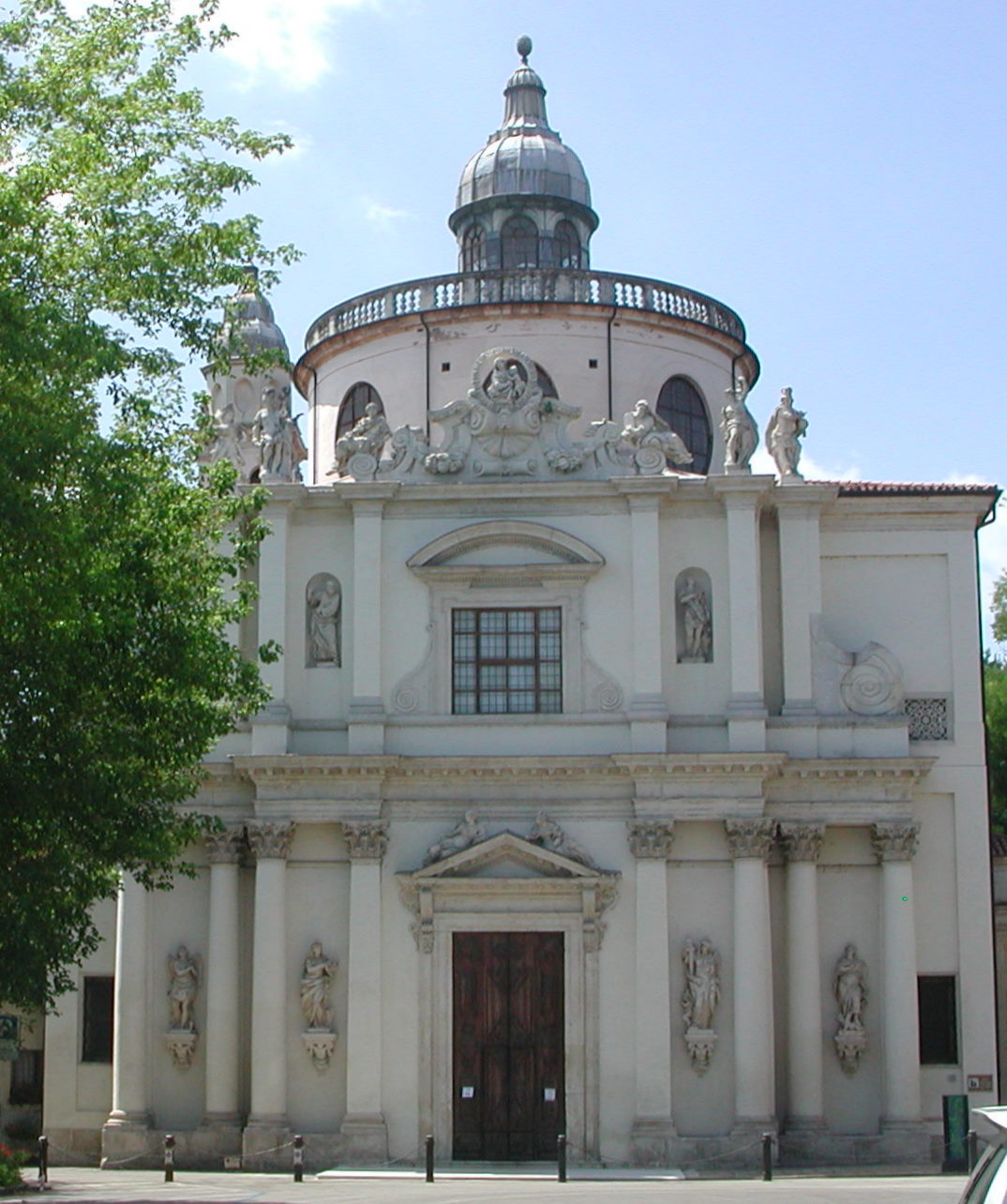
La chiesa di Santa Maria in Araceli

Nel 1509, in previsione di costruire nuove fortificazioni (progetto che in realtà fu poi abbandonato), la Repubblica di Venezia ordinò l'abbattimento dell'antica abbazia di San Vito e i camaldolesi dovettero trasferire il monastero e la parrocchia, che nel frattempo era stata loro affidata, nella chiesa di Santa Lucia che essi avevano costruito nel 1433.
Il monastero delle clarisse era situato in una zona soggetta a frequenti esondazioni dell'Astichello e del Bacchiglione (vengono ricordate quelle del 1544 e del 1610 ma esse continuarono nei secoli, fino all'ultima del 2010), così che le condizioni degli edifici divennero sempre più precarie. Nel 1587, in seguito allo smantellamento di parte delle vicine mura scaligere, le monache acquistarono uno dei Torresini per ricavarne materiale da costruzione per la nuova chiesa - cui rimase il nome di Santa Maria in Araceli - che si rendeva necessaria anche perché il numero delle monache era in continuo aumento. Questa fu realizzata in forme barocche, su progetto del Guarini, circa un secolo più tardi e precisamente nel 1680, ma fu consacrata solo nel 1743.
All'interno della chiesa, riccamente decorata, furono collocate opere pittoriche di grande rilievo, a testimoniare la ricchezza delle donazioni da parte delle monache, in genere di famiglia nobile e agiata, che vivevano nel monastero. Tutt'intorno la zona rimase invece povera, senza palazzi di nobili e possidenti, risultando solo un piccolo insediamento di basse e modeste abitazioni poco al di fuori della Porta Santa Lucia. Unica eccezione la villa della famiglia Scroffa, che nella seconda metà del Novecento è stata ridimensionata e convertita in oratorio parrocchiale.

### Ottocento
Nel 1797 arrivarono anche a Vicenza le truppe francesi di Napoleone Bonaparte, che occuparono tutte le chiese e i conventi. Le monache furono scacciate e rientrarono ad Araceli nel febbraio 1799, per doversene poi andare definitivamente nel 1810, quando i decreti napoleonici soppressero tutti gli ordini religiosi. Il monastero fu ceduto al conte Capra, che l'anno seguente lo demolì per ampliare il proprio giardino, e la chiesa divenne un bene demaniale; nel 1813, con la riorganizzazione delle parrocchie cittadine, divenne sede della parrocchia dei Santi Vito e Lucia, chiamata correntemente parrocchia di Araceli.
Intanto la chiesa di Santa Lucia era in stato di abbandono, anche perché la Repubblica di Venezia aveva nel 1771 soppresso il monastero e allontanato i pochi monaci camaldolesi che vi erano rimasti. Nel 1830, sotto il Regno Lombardo Veneto, l'intero complesso fu affidato ai Frati Minori Riformati, che lo restaurarono e lo ampliarono.
Nel 1867, in seguito alle ennesime leggi di soppressione degli enti religiosi, questa volta del Regno d'Italia subentrato al Regno Lombardo-Veneto, la parte conventuale venne adibita a casa di ricovero, lasciando ai frati solo la chiesa e nel 1895 essa fu acquistata dalla Congregazione di carità dei Sacerdoti.
Verso la metà del secolo una parte dell'ampia area ancora scoperta venne interessata dalla costruzione di grandi complessi.

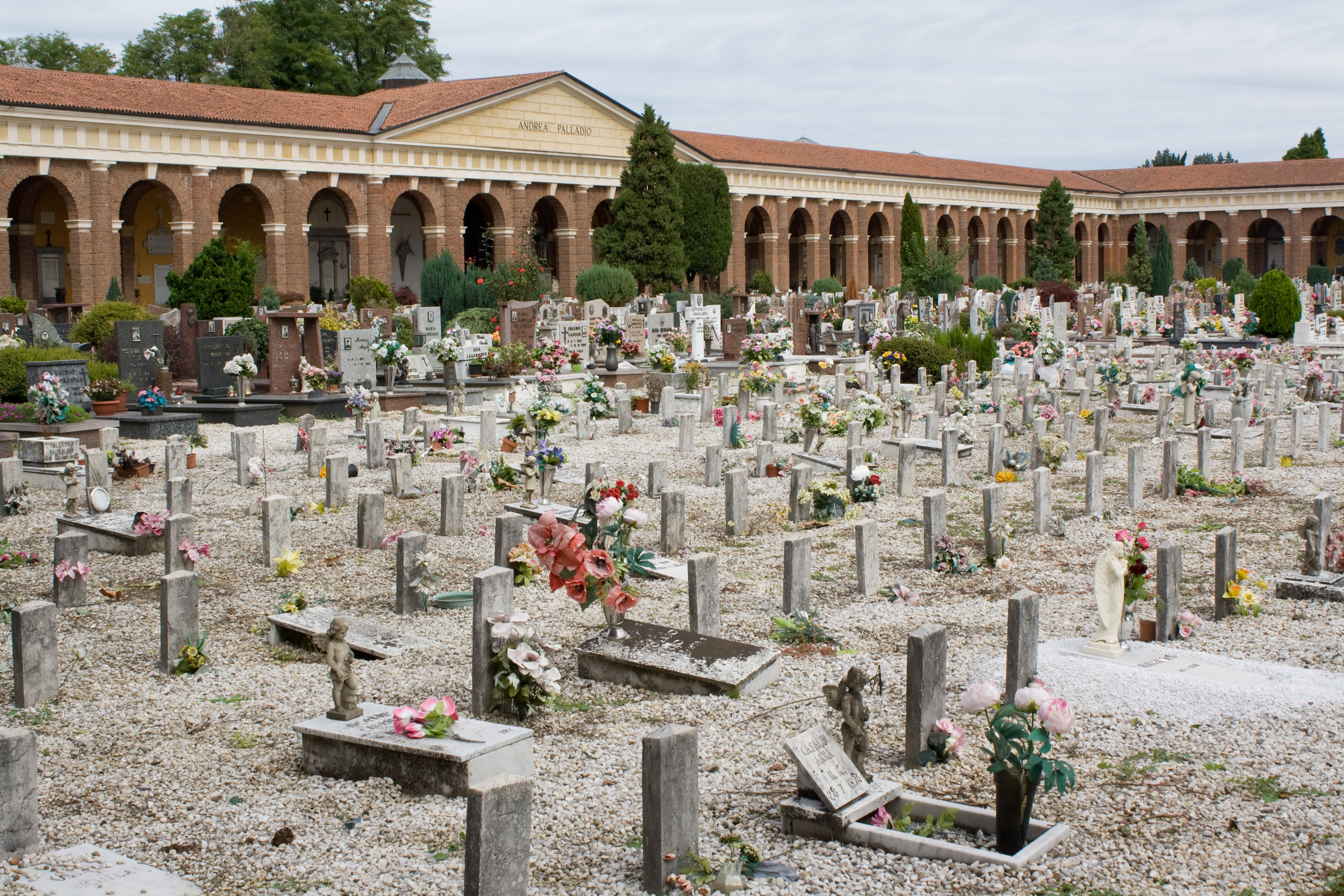
Il Cimitero Monumentale - Porticato nord e settore degli infanti.

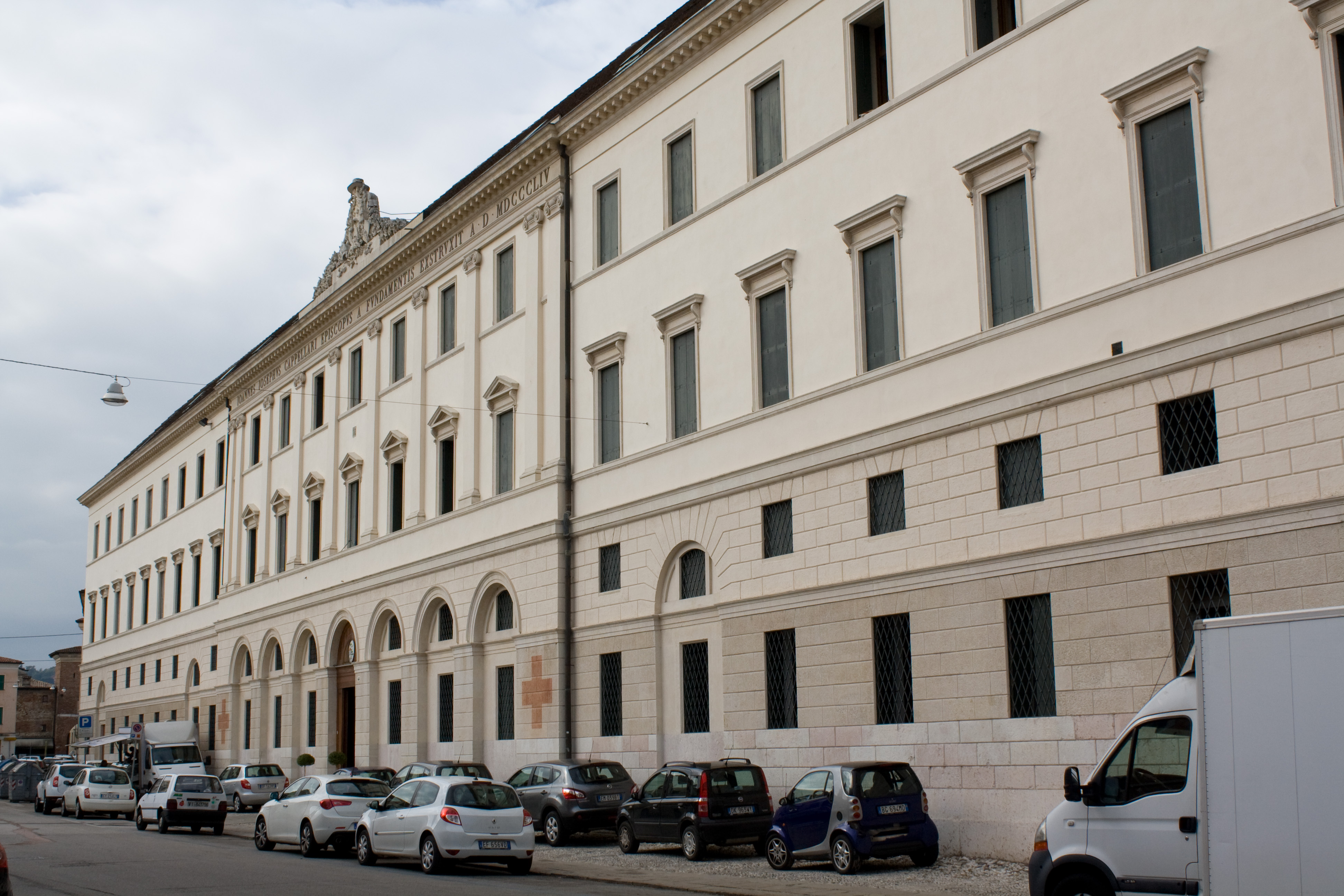
Il Seminario vescovile, costruito nella prima metà dell'Ottocento.

Il Comune di Vicenza commissionò il progetto di costruzione del Cimitero Monumentale – altri decreti napoleonici avevano vietato le sepolture nelle chiese – al vicentino Bartolomeo Malacarne, che lo predispose nel 1815-16, prevedendone la collocazione alla fine di un viale alberato che usciva direttamente da Porta Santa Lucia. Esso fu invece spostato più a sud verso la strada Postumia - questo fatto dimostra che l'area era ancora spopolata - e completato nel 1848.
In questo stesso periodo, più precisamente tra il 1830 e il 1833, sull'area presso il fiume Astichello in cui già esisteva un piccolo cimitero e dove prima del Cinquecento era situata l'abbazia di San Vito (che nel 1204 divenne sede dell'Università di Vicenza), sempre su progetto del Malacarne venne costruito il Cimitero degli acattolici, destinato ad accogliere le salme degli ebrei, dei non cattolici, dei bambini morti senza battesimo e dei militari che servivano l'impero austro-ungarico.
Ancora, nel 1842 fu presentato il progetto dell'architetto veneziano Francesco Lazzari per la costruzione, di fronte alla chiesa di Santa Lucia, del Seminario che il vescovo Giovanni Giuseppe Cappellari aveva fortemente voluto. I lavori subirono dei rallentamenti nel 1848 per le vicende della prima guerra di indipendenza che interessarono anche Vicenza proprio in questa zona e poi ancora nel 1849 a causa del colera  che colpì la città, così che vennero portati a termine nell'estate del 1854. Ma la costruzione non fu subito adibita alla funzione per cui era sorta e fino al 1863 fu più volte utilizzata come caserma dalle truppe austriache.

### Novecento
Nella prima metà del secolo la zona – che si estendeva fino a Saviabona e Anconetta ed era definita "la Caienna" - era ancora povera e malfamata, conosciuta anche per le case di tolleranza e le abitazioni di prostitute. Il Comune però si poneva oramai il problema di integrare il centro storico con la nuova urbanizzazione che si stava sviluppando dentro e fuori le mura. Così una parte delle mura scaligere venne abbattuta e furono aperti dei varchi che permisero una maggiore viabilità. Importante per il quartiere fu il ripristino della continuità della via Postumia (oggi via IV Novembre, contrà Borgo Scroffa e viale Trieste).
Solo nel secondo dopoguerra la zona venne realmente riqualificata e si riempì di abitazioni civili e di qualche edificio pubblico. Negli anni sessanta la costruzione della circonvallazione di viale Quadri e di via Ragazzi del '99 ne delimitò il territorio, separando il nuovo quartiere – che pure mancava ancora di un proprio centro - dalle frazioni.
Di fronte al tratto non ancora demolito delle mura scaligere furono costruiti il Provveditorato agli Studi e, nel 1961, il nuovo edificio dell'Istituto tecnico industriale Alessandro Rossi, fino ad allora ubicato nell'ex convento dei Domenicani a Santa Corona.
Su di un'area ancora scoperta, contigua al Seminario vescovile, nel 1958 fu costruito dalla diocesi il Seminario minore.
Nel 1958 la chiesa di Santa Maria in Araceli fu parzialmente abbandonata e si iniziò l'attività liturgica nel salone di Palazzo Scroffa (il palazzo era stato dapprima acquisito dalla diocesi, poi trasferito alla parrocchia in cambio del terreno per costruire il Seminario minore). Nel 1966 iniziò la costruzione della nuova chiesa parrocchiale intitolata a Cristo Re, consacrata nell'ottobre 1968. Negli anni novanta anche l'antica chiesa di Santa Maria in Araceli fu restaurata e riaperta ad attività sia pastorali sia culturali, data la rilevanza del monumento.

## Monumenti e luoghi d'interesse

### Edifici religiosi
- Chiesa e convento di Santa Lucia
- Chiesa di Santa Maria in Araceli
- Chiesa parrocchiale di Cristo Re
- Seminario vescovile
- Centro Onisto, ex Seminario minore

### Altro

#### Porta Santa Lucia e mura scaligere
Nel 1370, per iniziativa di Cansignorio della Scala, per rinforzare le difese costituite dagli spalti e dal fossato già esistenti, fu costruito il tratto delle mura che racchiuse i cinque borghi della città che si trovavano a oriente del ponte degli Angeli. L'erezione delle mura inglobò nella città la parte più popolosa e benestante del borgo di San Vito e la parte che ne rimase fuori da allora fu chiamata borgo di Santa Lucia. Seppure restaurata con qualche modifica, la porta esiste ancora (una delle tre porte medievali della città ancora rimanenti). Sopra la porta, dalla parte del quartiere, rimane seppure semi scalpellato al tempo dell'arrivo napoleonico, il Leone di San Marco.

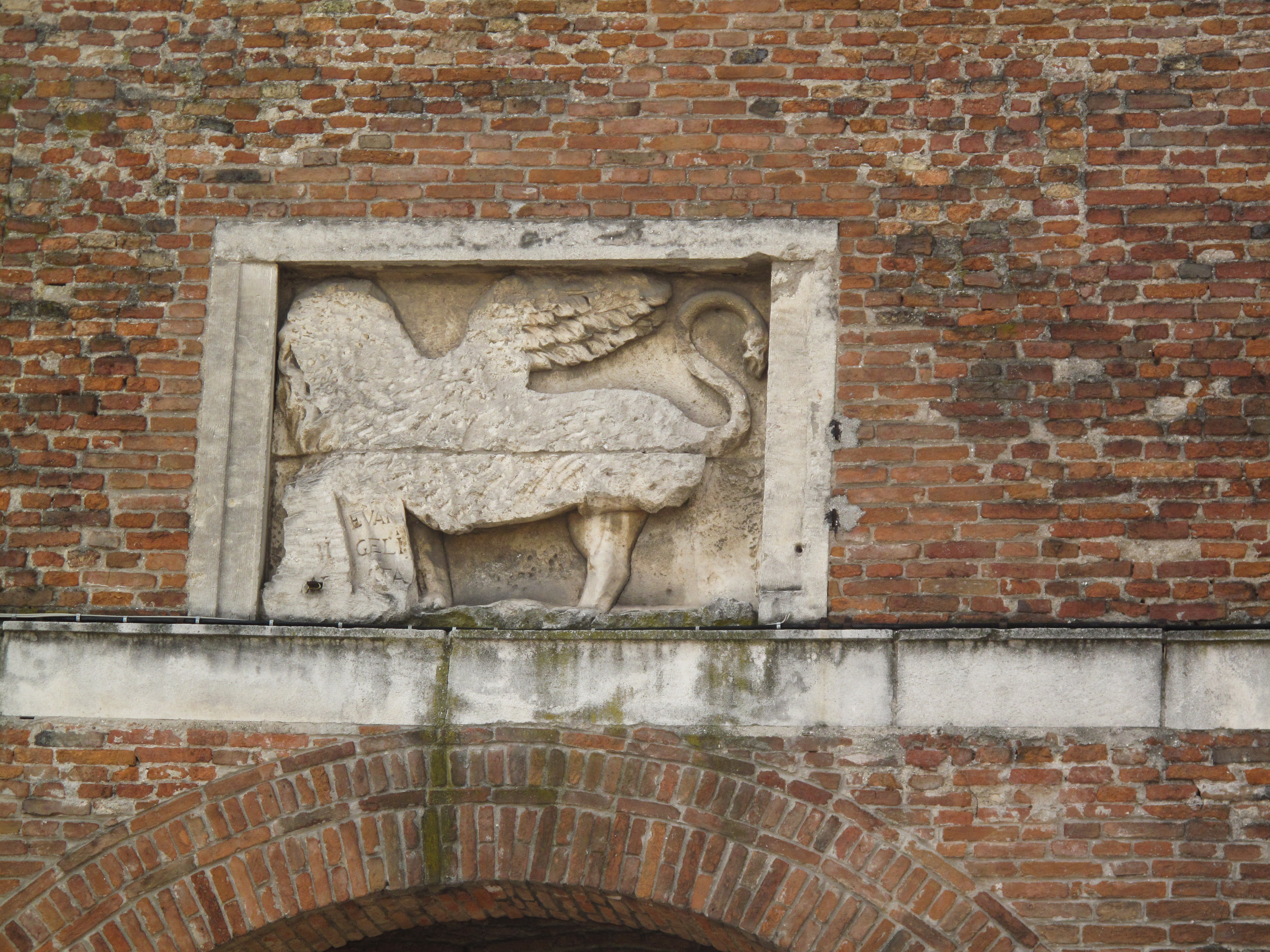
Leone di San Marco su Porta Santa Lucia, scalpellato nel 1797 alla caduta della Serenissima
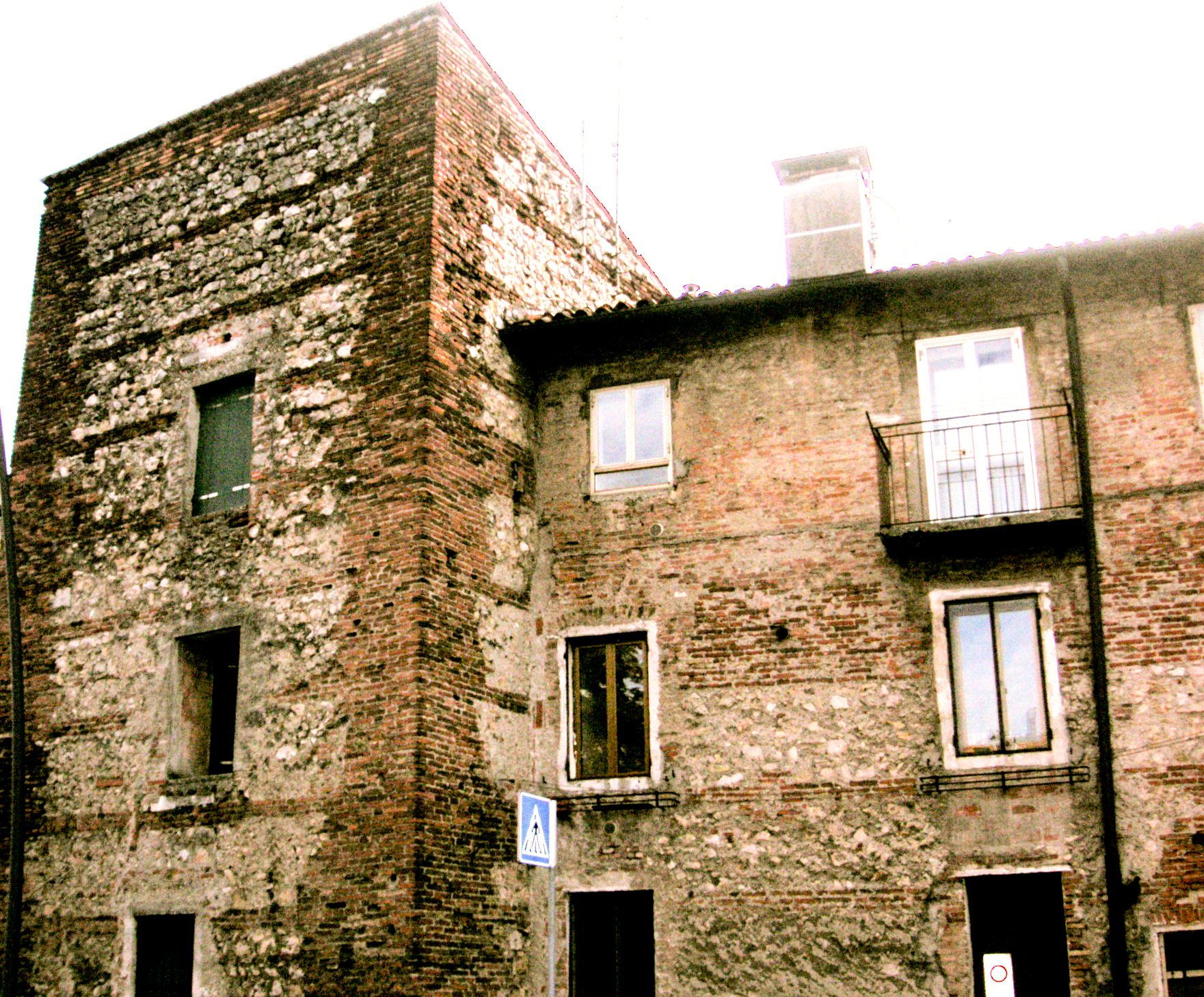
Abitazioni annidate nelle mura a Santa Lucia
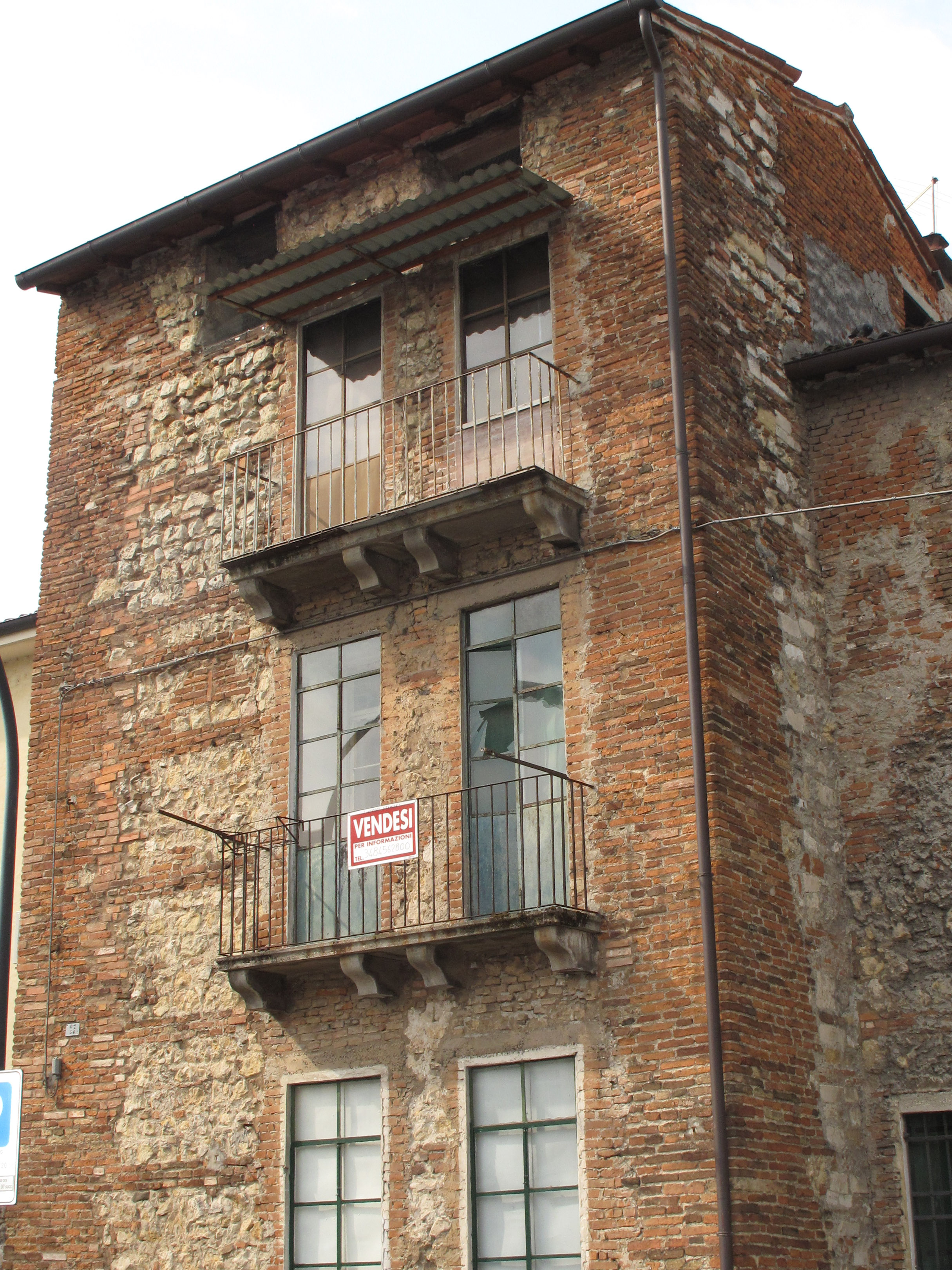
Torre delle mura scaligere in via Ceccarini
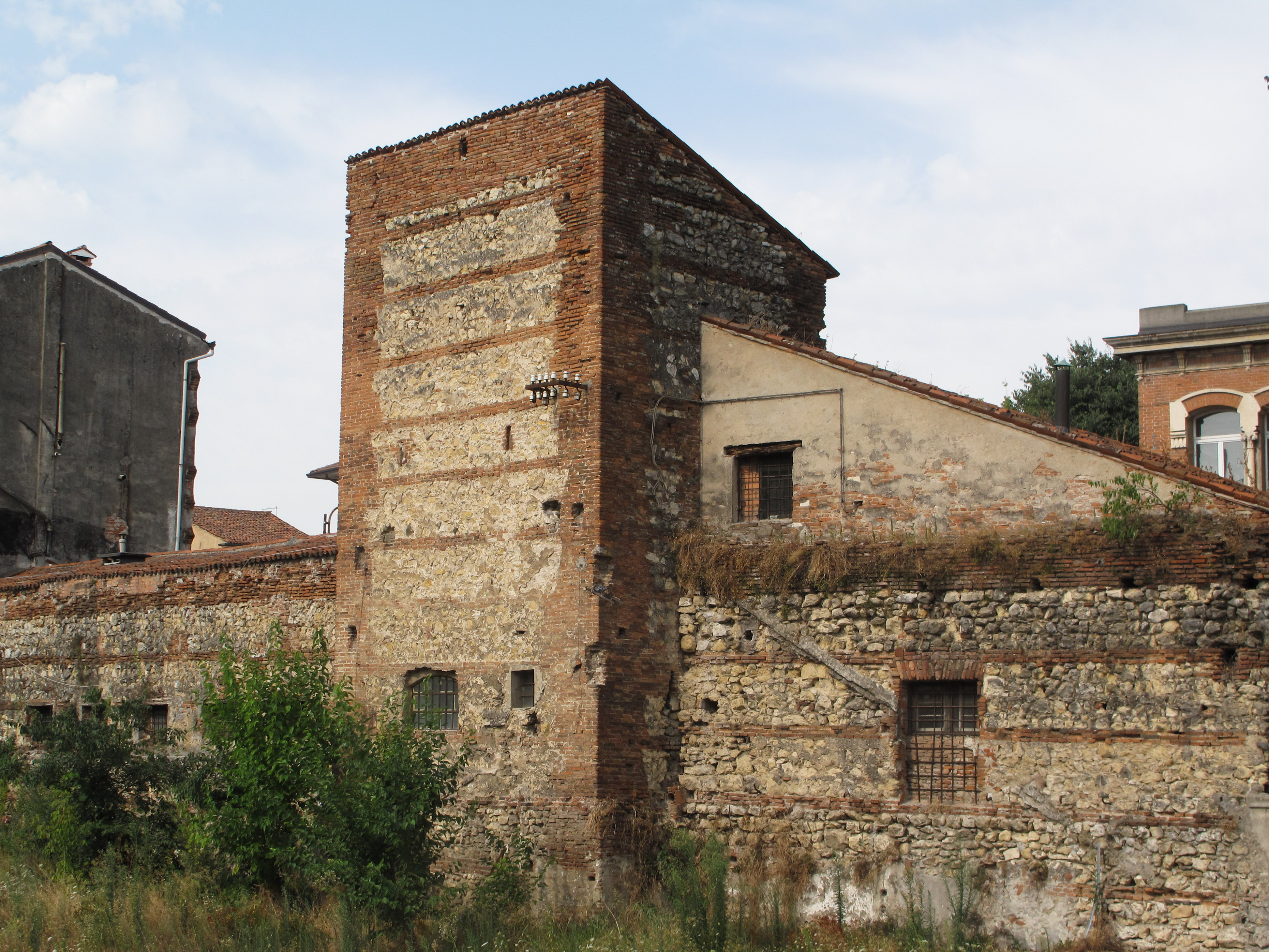
Mura scaligere in via Legione Gallieno, con il sedime dell’antico fossato

- Cimitero maggiore
- Cimitero acattolico
- Provveditorato agli Studi di Vicenza
- Istituto Tecnico Industriale Statale "Alessandro Rossi"
- Centro Aquilone per persone disabili

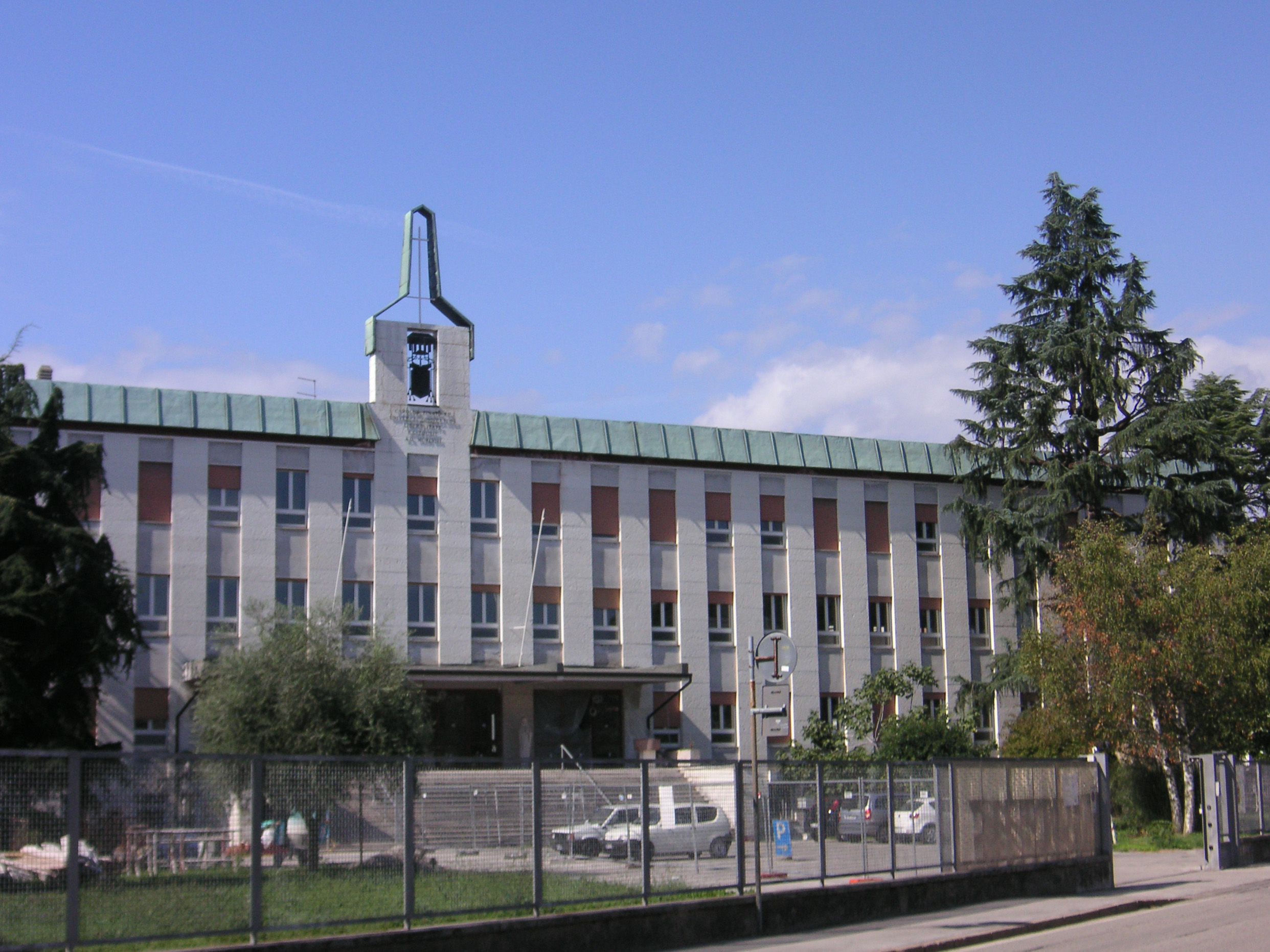
L'ex Seminario minore
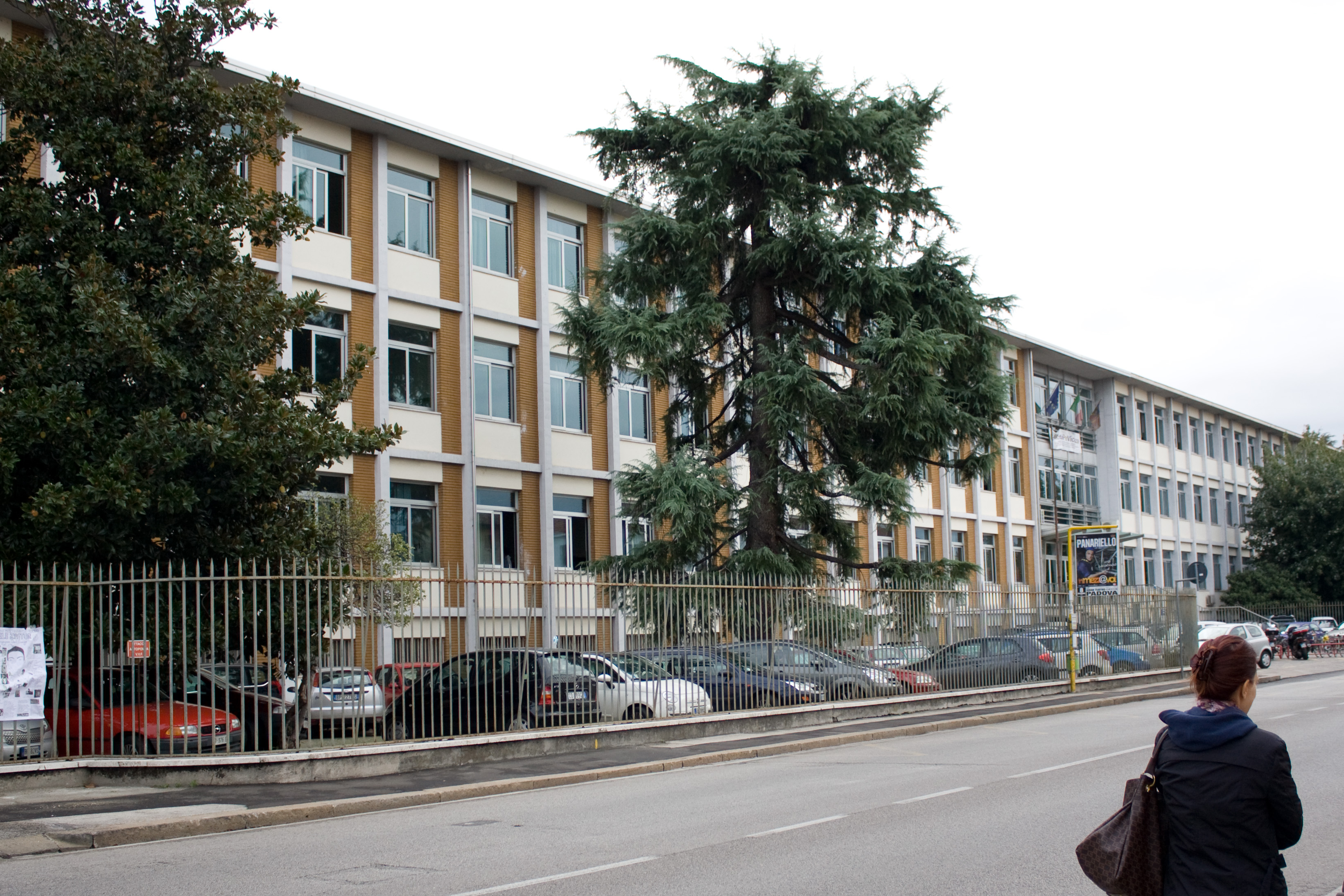
L'Istituto Tecnico Industriale Statale "A. Rossi"